# Karl Machus
Karl Machus (né le 17 décembre 1884 à Berlin, mort le 24 mai 1944 dans la même ville) est un chef décorateur allemand.

## Biographie
Machus reçoit sa formation artistique en tant que peintre à l'école des arts et métiers de Berlin puis se spécialise dans le décor de théâtre, et en 1918 il vient au cinéma en tant que peintre et assistant du décorateur Kurt Richter. Aux côtés de Richter, il contribue à la production des décors de deux des premières grandes productions d'Ernst Lubitsch : Carmen, Passion.
Architecte de cinéma indépendant à partir de 1919, Machus conçoit d'abord des drames sombres d'après-guerre du milieu berlinois (Berlin W.) mais aussi des mélodrames sociaux (Die Nacht der Entscheidung). Le réalisateur Manfred Noa, ancien chef décorateur, fait souvent appel à lui. Machus participe de nouveau à deux grandes productions, Othello et Nathan der Weise en 1922. Par la suite,surtout dans les années 1930, il se contente de commandes de produits de divertissement moyens, à plusieurs reprises avec le réalisateur Carl Boese, connu pour son style de mise en scène rapide.
À partir de 1936, Machus conçoit les décors pour des productions de qualité digne (adaptations littéraires, drames, mélodrames) du vétéran du divertissement Hans H. Zerlett, à partir de 1939, il est presque exclusivement responsable des grands films nazis de Veit Harlan.
Entre le début de la Seconde Guerre mondiale en 1939 et 1944, Machus et son collègue Erich Zander (de) forment une solide équipe d'architectes. Le duo crée certains des décors cinématographiques les plus prestigieux de l'époque, y compris les décorations des films historiques Bismarck, Le Grand Roi et Kolberg, qui figurent parmi les plus grandes productions nazies pendant la guerre.
Karl Machus meurt avant la première de Kolberg.

## Filmographie
- 1918 : Carmen
- 1919 : Passion
- 1919 : Moderne Töchter
- 1919 : Blondes Gift
- 1919 : Prinz Kuckuck
- 1919 : Taumel
- 1919 : Liebe
- 1920 : Haß
- 1920 : Die Nacht der Entscheidung
- 1920 : Schneider Wibbel
- 1920 : Der Mann auf der Flasche
- 1920 : Berlin W.
- 1921 : Opfer der Keuschheit
- 1921 : Die rote Hexe
- 1921 : Schieber
- 1921 : Der Roman eines Dienstmädchens
- 1921 : Söhne der Nacht
- 1921 : Der schwere Junge
- 1921 : Die Königin von Argusana
- 1921 : Die im Schatten gehen
- 1922 : Othello
- 1922 : Jenseits des Stromes
- 1922 : Das Testament des Joe Sivers
- 1922 : Nathan le Sage
- 1922 : Wem nie durch Liebe Leid geschah!
- 1922 : Marccos schwerer Sieg
- 1922 : Das Erbe
- 1923 : Des Kaisers alte Kleider
- 1923 : Der Herzog von Aleria
- 1924 : Zwei Kinder
- 1924 : Düstere Schatten, strahlendes Glück
- 1924: Die Tragödie der Entehrten
- 1924 : Dieter, der Mensch unter den Steinen
- 1924 : Die Schuld
- 1925 : Ihre letzte Dummheit
- 1925 : Reveille, das große Wecken
- 1925 : O alte Burschenherrlichkeit
- 1925 : Die eiserne Braut
- 1926 : Le Pain quotidien
- 1926 : Aus des Rheinlands Schicksalstagen
- 1926 : Annemarie und ihr Ulan
- 1926 : Der Liebe Lust und Leid
- 1926 : Die Warenhausprinzessin
- 1926 : In der Heimat, da gibt's ein Wiedersehn!
- 1927 : Das edle Blut
- 1927 : Die Achtzehnjährigen
- 1927 : U 9 Weddigen
- 1927: Orient-Express
- 1927 : Die große Unbekannte
- 1927 : Der falsche Prinz
- 1927 : Gefährdete Mädchen
- 1927 : Der Neffe aus Amerika
- 1928 : Jahrmarkt des Lebens
- 1928 : Der Piccolo vom Goldenen Löwen
- 1928 : Wenn die Mutter und die Tochter…
- 1928 : Eva in Seide
- 1928 : Ossi hat die Hosen an
- 1928 : Lemkes sel. Witwe
- 1929 : Kinder der Straße
- 1929 : Jeunesse fardée (de)
- 1929 : Drei Tage auf Leben und Tod
- 1929 : Die nicht heiraten dürfen
- 1932 : Johann Strauss, k. u. k. Hofkapellmeister
- 1932 : Der schönste Mann im Staate
- 1932 : Die Wasserteufel von Hieflau
- 1932 : Schön war's doch
- 1932 : Im Bann des Eulenspiegels
- 1933 : Drei blaue Jungs – ein blondes Mädel
- 1933 : Reifende Jugend
- 1934 : Ich heirate meine Frau
- 1934 : Jede Frau hat ein Geheimnis
- 1935 : Wenn ein Mädel Hochzeit macht
- 1936 : Arzt aus Leidenschaft
- 1936 : Moral
- 1936 : August der Starke
- 1936 : Die Stunde der Versuchung
- 1936 : Diener lassen bitten
- 1937 : Liebe geht seltsame Wege
- 1937 : Wie der Hase läuft
- 1937 : Spiel auf der Tenne
- 1937 : La Passerelle aux chats
- 1938 : Un mariage sous la révolution
- 1938 : Les étoiles brillent
- 1938 : Peter spielt mit dem Feuer
- 1939 : Robert und Bertram
- 1939 : Renate im Quartett
- 1939 : Die goldene Maske
- 1940 : Bismarck
- 1940 : Étoile de Rio (de)
- 1940 : Herz - modern möbliert
- 1941 : Pedro soll hängen
- 1942 : Le Grand Roi
- 1942 : La Ville dorée
- 1943 : Le Lac aux chimères (de)
- 1944 : Offrande au bien-aimé
- 1945 : Kolberg